# Vasco Gil
Vasco Gil (fl. XIII secolo) è stato un trovatore portoghese, attivo nel secondo terzo del XIII secolo, figlio di Gil Vasquez.
Fu un sostenitore del re Sancho II di Castiglia e nel 1245 va in Castiglia, partecipando poi alla conquista di Siviglia. È autore di diciassette componimenti poetici: tredici cantigas de amor, due cantigas de amigo e due tenzoni con Alfonso X e Pero Martinz, anche se l'autorialità di quest'ultima non è totalmente dimostrata, dato che nel testo si fa menzione solo di un Don Vasco.